# Saint-Jean-Soleymieux
Saint-Jean-Soleymieux je naselje in občina v jugovzhodnem francoskem departmaju Loire regije Rona-Alpe. Leta 2009 je naselje imelo 826 prebivalcev.

## Geografija
Kraj leži v pokrajini Forez ob reki Mare, 37 km zahodno od Saint-Étienna.

## Uprava
Saint-Jean-Soleymieux je sedež istoimenskega kantona, v katerega so poleg njegove vključene še občine Boisset-Saint-Priest, La Chapelle-en-Lafaye, Chazelles-sur-Lavieu, Chenereilles, Gumières, Lavieu, Luriecq, Margerie-Chantagret, Marols, Montarcher, Saint-Georges-Haute-Ville in Soleymieux s 7.062 prebivalci (v letu 2008).
Kanton Saint-Jean-Soleymieux je sestavni del okrožja Montbrison.

## Zanimivosti
- cerkev Rojstva sv. Janeza Krstnika s kripto Notre-Dame-sous-Terre;